# Eskadrila
Eskadrila je naziv koji se rabi za postrojbu u ratnom zrakoplovstvu.
Pojam je nastao od francuskoga izraza "eskadron" za konjaništvu, koja - ovisno o pojedinoj vojsci - odgovara satniji ili bojni u pješaštvu. Države koje danas nemaju konjaništvo ponekad rabe taj izraz u oklopnim postrojbama.